# Martina Suchá
Martina Suchá (SOO-khah; n. 20 de noviembre de 1980 en Nové Zámky) es una tenista profesional natural de Eslovaquia.
Tiene una altura de 1.70 m y un peso de 57 kg, es diestra y juega de revés a dos manos.
El 22 de abril de 2002, Suchá alcanzó su mejor ranking en la WTA en individuales, siendo la 37 del escalafón. Entre sus mayores logros destaca ganar la Copa Federación en 2002 representando a Eslovaquia.

## Individuales (2)
| Leyenda                    |
| Grand Slam (0)             |
| WTA Tour Championships (0) |
| Evento Tier I (3)          |
| Tier II (0)                |
| Tier III (1)               |
| Tier IV & V (1)            |

| N.º | Fecha                  | Torneo | Superficie      | Oponente en la final    | Resultado   |
| 1.  | 13 de enero de 2002    | Hobart | Cancha Dura     | Anabel Medina Garrigues | 7–67 6–1    |
| 2.  | 7 de noviembre de 2004 | Quebec | Cancha Dura (i) | Abigail Spears          | 6–2 3–6 6–2 |

## Finalista en Individuales (4)
- 2001: Bratislava  (perdió con Rita Grande) 1–6, 1–6
- 2004: Cantón (perdió con Na Li) 3–6, 4–6
- 2004: Budapest  (perdió con Jelena Janković) 6–74, 3–6
- 2006: Rabat  (perdió con Meghann Shaughnessy) 2–6, 6–3, 3–6